# Baby Blue
베이비 블루(Baby Blue)는 필리핀 걸그룹이다.

## 역사

### 2020 형성
MNL48은 9월 1일 일본의 주요 음악 소매업 체인 Tower Records Japan과 제휴하여 그룹 최초의 하위 유닛 인 BABY BLUE를 구성한다고 발표했다. 
MNL48 회원인 Jan Elaurza, Coleen Trinidad 및 Amy Isidto에 의해 하위 그룹이 구성되었다. 
발표에 이어 BABY BLUE는 데뷔 싱글 "Sweet Talking Sugar"를 공식 발표했으며, 일본 디지털 음악 구독 서비스 인 EGGS를 통해 제공되었다.
HHE에 따르면 싱글은 "The R&B and hip-hop genre"를 통해 현대적인 느낌으로 유명한 도시 팝 장르를 표방했다.
Plan C의 Carlo Manatad가 제작한 공식 뮤직 비디오 [는 9월 16일 Yahoo Japan의 무료 온라인 스트리밍 사이트 GYAO!와 다음날 MNL48의 공식 YouTube 채널에서 공개되었다.

### 2021 3rd Single "Stuck On You"
2021년 3월 29일 Baby Blue는 세 번째 앨범 또는 싱글 티저를 발표했으며, 사전 저장된 포스터 및 오디오 스 니펫과 같은 티저를 계속해서 발표한다. MNL48 유튜브 채널에서 올릴 뮤직 비디오라는 새 싱글에서도 다양한 콘텐츠를 공개 할 예정이다.

## 멤버
- 콜린 트리니다드
- 크리스틴 얀 로케 엘라우르자
- 아만다 마나바트 이시드토

## 음반
- Sweet Talking Sugar
- Negastar
- Stuck On You